# Marie-Louise Hénin
Marie-Louise Hénin (1898 - ejecutada guillotinada a las 13.06 del 9 de junio de 1944 Prisión de Plötzensee de Berlín,) fue una heroína belga de la resistencia, durante la Segunda Guerra Mundial.
Hénin fue una de los ejes de la La Bélgica Libre Clandestina.
Fue arrestada el 4 de noviembre de 1941. El 8 de enero de 1944, respondió al oficial germano nazi que la interrogó el porqué de sus ataques: 

Por jurar fidelidad al servicio de mi Patria. -Y si estuviera en libertad, ¿qué haría? - Lo primero ponerme a disposición de mi Patria.

Louise de Landsheere dirá de ella en sus memorias: 

Sólo podemos inclinarnos ante esta heroína nacional, cuyo nombre se unirá en la historia a los de Gabrielle Petit y de Édith Cavell.

## Honras
- Una rua porta su epónimo en Marche-en-Famenne, rue Marie-Louise Hénin.